# Porizon cleui
Porizon cleui är en stekelart som först beskrevs av Cleu 1933.  Porizon cleui ingår i släktet Porizon och familjen brokparasitsteklar. Inga underarter finns listade i Catalogue of Life.